# Campionat de la RDA de trial
El Campionat de la RDA de trial fou la màxima competició de trial que es disputà a l'antiga República Democràtica Alemanya. La primera edició del campionat es va celebrar el 1967 (set anys després que s'instaurés el Campionat d'Alemanya a la veïna RFA) i la darrera el 1990, l'any de la reunificació alemanya.

## Llista de guanyadors
| Temporada | Campió          | Motocicleta |
| --------- | --------------- | ----------- |
| 1967      | Horst Weber     | MZ          |
| 1968      | Erhart Stiegler | MZ / ČZ     |
| 1969      | Erhart Stiegler | MZ / ČZ     |
| 1970      | Erhart Stiegler | MZ / ČZ     |
| 1971      | Erhart Stiegler | MZ / ČZ     |
| 1972      | Erhart Stiegler | MZ / ČZ     |
| 1973      | Günter Ruttloff | Euro        |
| 1974      | Günter Ruttloff | Euro        |
| 1975      | Günter Ruttloff | Euro        |
| 1976      | Peter Gyra      | Euro MZ     |
| 1977      | Günter Ruttloff | Euro        |
| 1978      | Günter Ruttloff | Euro        |
| 1979      | Peter Gyra      | Gyra MZ     |
| 1980      | Peter Gyra      | Gyra MZ     |
| 1981      | Peter Gyra      | Gyra MZ     |
| 1982      | Frank Böttcher  | ?           |
| 1983      | Frank Böttcher  | ?           |
| 1984      | Frank Böttcher  | ?           |
| 1985      | Frank Böttcher  | ?           |
| 1986      | Frank Böttcher  | Euro        |
| 1987      | Frank Böttcher  | Euro MZ     |
| 1988      | Jörg Stephan    | Euro        |
| 1989      | Jörg Stephan    | Euro        |
| 1990      | Jörg Stephan    | Beta        |

1. ↑  Es llisten només els campions de la cilindrada superior, Über 200 ccm Sportmaschinen ("Superiors a 200 cc Sport")

## Estadístiques

### Campions amb més de 3 títols
| Pilot           | Títols |
| --------------- | ------ |
| Frank Böttcher  | 6      |
| Günter Ruttloff | 5      |
| Erhart Stiegler | 5      |
| Peter Gyra      | 4      |